# Benjamin Disraeli

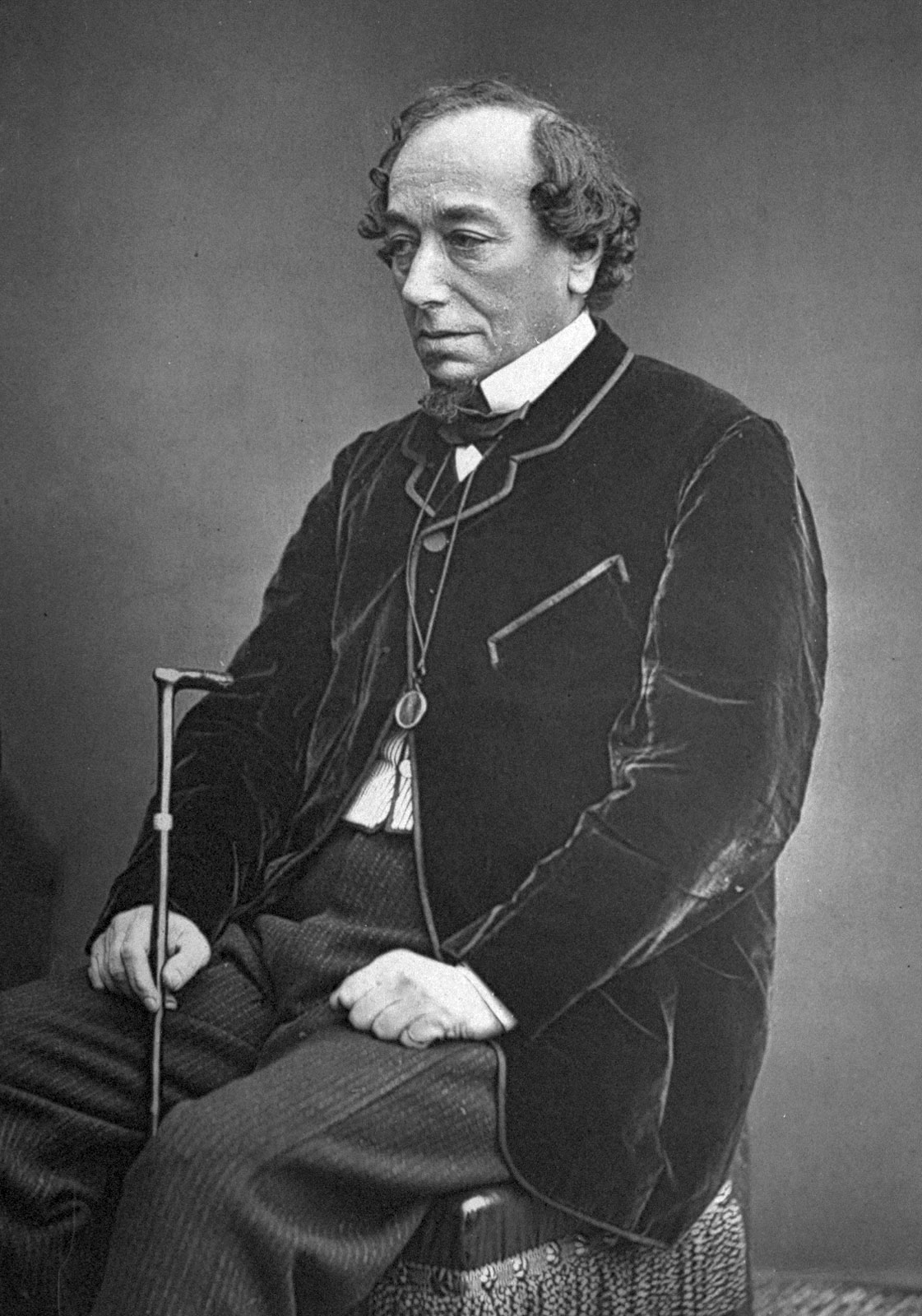
Benjamin Disraeli (Foto um 1878)

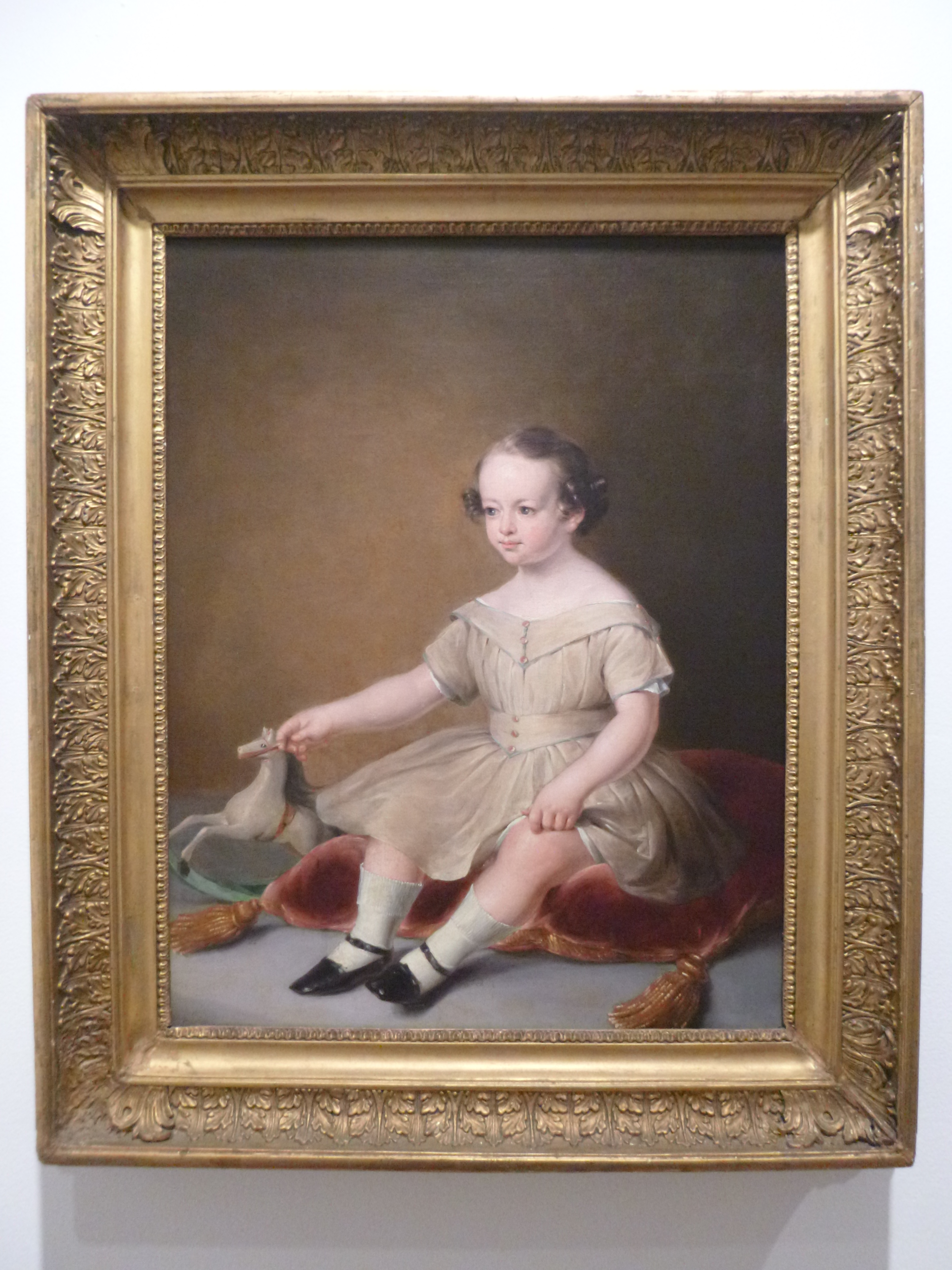
Bildnis Benjamin Disraelis als Kind (um 1808) von George Henry Harlow (1787–1819) im Tel Aviv Museum of Art

Benjamin Disraeli, 1. Earl of Beaconsfield, KG, PC (* 21. Dezember 1804 in London; † 19. April 1881 in Mayfair), war ein konservativer britischer Staatsmann und erfolgreicher Romanschriftsteller. Zweimal, 1868 und von 1874 bis 1880, bekleidete er das Amt des britischen Premierministers.

## Herkunft und frühe Jahre

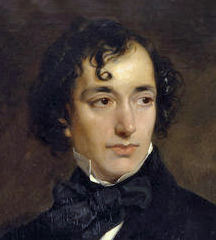
Disraeli, Gemälde von 1852 – rückblickende Darstellung als junger Mann

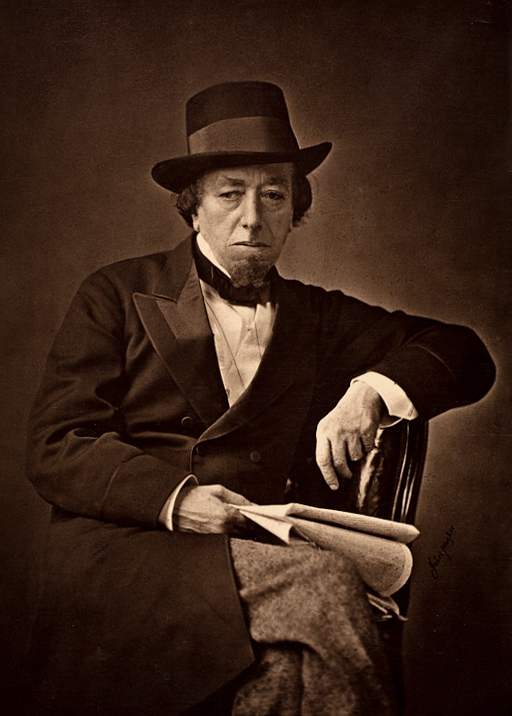
Disraeli 1878

Benjamin Disraeli (ursprünglich „d’Israeli“) stammte aus einer sephardisch-jüdischen Familie aus Italien, wurde aber im Alter von 12 Jahren im Jahre 1817 anglikanisch getauft. Geboren wurde er am 21. Dezember 1804 im Bloomsbury District in der 6 King’s Road, Bedford Row. Sein Vater, Isaak D’Israeli, war Autor verschiedener Werke, unter anderem The Life and Reign of Charles I. Zu seiner Mutter, Maria Basevi, hatte er ein distanziertes Verhältnis. Disraeli hatte eine ältere Schwester Sarah (1802–59) und drei jüngere Brüder: Naphtali (geboren und gestorben 1807), Ralph (1809–98) und James(1813–68). Sein Vater besuchte die orthodoxe Bevis-Marks-Synagoge in London, war aber eher an einem reformierten Judentum interessiert. Der junge Benjamin Disraeli besuchte eine Schule in Islington und zwei wenig prestigeträchtige Privatschulen in Blackheath und Walthamstow. In Walthamstow scheint er eine Zeitlang eine Art Liebesbeziehung zu einem anderen Schüler gehabt zu haben.
Nach seiner Schulzeit studierte Disraeli Rechtswissenschaften. 1826 erschien sein erstes Buch, der Roman Vivian Grey, welcher sich ausgezeichnet verkaufte. In den folgenden Jahren erschienen unter anderem Contarini Fleming (1832), Alroy (1833) und Henrietta Temple (1837); alle behandeln politische und soziale Fragen auf eine Art, die seine politischen Anschauungen verrät. In seiner Grundeinstellung war er zeitlebens eher konservativ, ohne ein typischer Konservativer zu sein.
Mit dem als Schriftsteller verdienten Geld bereiste er Anfang der 1830er Jahre Spanien, das Osmanische Reich und den Balkan. Zwischen 1832 und 1835 kandidierte er mehrmals erfolglos für das britische Unterhaus – erst für die Radikalen, später für die Konservativen. Im Jahr der Thronbesteigung Königin Victorias 1837 hatte er endlich Erfolg und zog ins Unterhaus (House of Commons) ein. Durch seine extravagante und arrogante Art stieß er anfänglich auf Unverständnis und Ablehnung. Mit der Zeit verschaffte er sich trotzdem den Respekt der Abgeordneten. 1839 heiratete Disraeli Mary Anne Lewis (1792–1872) die Witwe des Unterhausabgeordneten Wyndham Lewis (1780–1838). Mary Lewis war 12 Jahre älter als ihr neuer Ehemann.

## Disraelis Aufstieg als Gegner Peels
Die Regierung Lord Melbournes endete 1841 durch den Rücktritt des Premiers. Die folgenden Wahlen gewannen die Konservativen, und Disraeli sah seine Chance für einen Kabinettsplatz in der neuen Regierung von Sir Robert Peel. Doch Peel lehnte das Buhlen des jungen Politikers um einen Kabinettsposten ab. So blieb Disraeli auch in den kommenden Jahren ein Hinterbänkler mit viel Charisma. Disraeli, der seine Aufstiegschancen zerstört sah, wurde nun zu einem der schärfsten Kritiker Peels. Peel, der im Zuge der beginnenden Industrialisierung einen Hang zum immer mächtigeren Bürgertum entwickelte, sah sich oft in der Defensive gegenüber einem eher ungewöhnlichen Bündnis zwischen Aristokratie und der neu entstehenden Arbeiterschaft in Großbritannien, das unter anderem von Benjamin Disraeli unterstützt wurde. Sozialistisches beziehungsweise kommunistisches Gedankengut waren zu dieser Zeit noch nicht formuliert. Disraeli meinte, dass der Adel eine historische Verpflichtung gegenüber der Arbeiterschaft habe, und traf sich mit anderen Politikern mit ähnlichen Bestrebungen. Sie gründeten eine Interessengemeinschaft mit dem Namen Young England Group. Diese Gruppierung wurde auch die Grundlage für Disraelis neue Romane Coningsby (1844), Sybil (1845) und Tancred (1847).
1846, als Peel die Aufhebung der Getreidezollgesetze zugunsten des Freihandels durchsetzte, gewann Disraeli durch seine rhetorisch brillanten Angriffe auf Peel die Führung der Protektionisten. Im folgenden Jahr konnte die Konservative Partei, inzwischen gespalten in Freihandels-Befürworter unter Peel und Protektionisten unter Disraeli, die Parlamentswahlen nicht mehr gewinnen.
Ab 1847, nach dem Kauf des Herrenhauses Hughenden Manor, war es die Grafschaft Buckinghamshire, in der er seinen Wahlkreis hatte. Disraeli unterstützte den liberalen Premierminister Lord Russell, als dieser das Verbot aufhob, das Juden vom britischen Parlament ausgeschlossen hatte. Mit der von Disraeli mitgetragenen Jewish Disabilities Bill waren jüdische Bürger ab 1848 endlich wählbar – es war sein Freund Lionel de Rothschild, der für den Wahlkreis City of London als erster jüdischer Abgeordneter im Unterhaus Platz nahm. 1852, nachdem Lord Russell sein Amt abgegeben hatte, gewannen die Konservativen unter Lord Derby die Wahlen. Disraeli wurde Schatzkanzler. Die Regierung Derby überdauerte nur wenige Monate, da es der Regierung nicht gelang, den Haushalt durch das Unterhaus zu bringen. Die Regierung Lord Derbys trat daraufhin zurück und wurde durch Lord Aberdeen ersetzt, der das Vereinigte Königreich in den Krimkrieg führte.
Erst sechs Jahre später bekamen Lord Derby und Benjamin Disraeli wieder die Möglichkeit, eine Regierung zu bilden. Disraeli wurde wieder Schatzkanzler. Auch diese Regierung war nicht von langer Dauer, sie endete nach nur 18 Monaten. Ein Versuch Disraelis, ein neues Wahlrecht einzuführen (alle Steuerzahler sollten das Wahlrecht erhalten), scheiterte. Lord Palmerston, ein Liberaler, wurde 1859 Premierminister. Erst 1866 gelang es dem Duo Derby/Disraeli, wieder eine Regierung zu bilden. Ein Jahr später konnte Disraeli den Reform Act 1867 durch ein temporäres überparteiliches Bündnis in die Wege leiten. Die Anzahl wahlberechtigter Männer stieg dadurch deutlich und im Parlament überrepräsentierte rotten boroughs wurden zum Teil aufgelöst.

## An der Spitze
1868 trat Lord Derby als Premier zurück und Disraeli wurde sein Nachfolger. Seine Amtszeit war jedoch nur von kurzer Dauer. Bei den Wahlen 1869 wurde der liberale William Ewart Gladstone zum neuen Premierminister gewählt und Disraeli ging in die Opposition. Disraeli sagte über Gladstone: It would be a tragedy if anybody were to push Mr Gladstone into the river and a disaster if anybody were to pull him out again (Es wäre eine Tragödie, wenn jemand Mr. Gladstone in die Themse stieße, und eine Katastrophe, wenn ihn jemand wieder herauszöge).

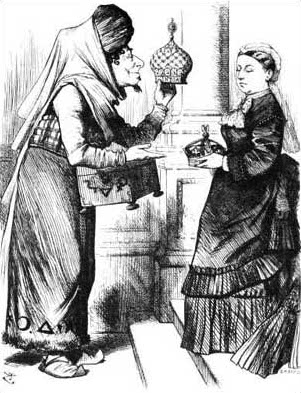
New crowns for old ones! Karikatur von John Tenniel im Punch, 1876. Disraeli überreicht Königin Victoria die indische Kaiserkrone. Die Karikatur spielt auf eine Szene in Aladin an, in der der Zauberer Abanazar „neue Lampen für alte“ bietet, um Aladins Wunderlampe zu bekommen. Zudem wird Disraeli in antisemitischer Weise als fremdländischer Orientale dargestellt und auf die Klischees jüdischer Hausierer und kabbalistischer Magie angespielt.

Bei den Wahlen 1874 errangen die Konservativen eine deutliche Mehrheit und Disraeli wurde zum Premier gewählt. Anders als William Gladstone hatte er ein überaus gutes Verhältnis zu Königin Victoria. Disraeli trug ihr den Titel Kaiserin von Indien an, was die Begründung des Britischen Weltreichs fundierte. 1876 wurde er durch die Königin geadelt. Er erhielt die erblichen Titel Earl of Beaconsfield, in the County of Buckingham und Viscount Hughenden, of Hughenden in the County of Buckingham. Um den panslawistischen Ambitionen Russlands entgegenzuwirken, rief Disraeli 1876 die Konferenz von Konstantinopel aus, die sich mit der Zukunft der Balkanvölker befasste. Seine größte außenpolitische Tat vollbrachte Disraeli 1878 auf dem Berliner Kongress. Hierbei ging es um eine Friedensfindung zwischen der Türkei und Russland nach dem Russisch-Osmanischen Krieg. Disraeli konnte ein sehr gutes, vor allem für Großbritannien günstiges Vertragswerk aushandeln, Großbritannien erhielt Zypern. Russland als Gewinner des Krieges schnitt dabei schlecht ab, Bulgarien wurde zum größten Verlierer. Zum Dank bot ihm Queen Victoria die Erhebung in den Herzogstand an, was er aber ablehnte.
1880 rief Disraeli überraschend neue Wahlen aus, die die Konservativen jedoch verloren. In der Folge wurde Gladstone, der in der Midlothian-Kampagne heftig gegen Disraeli agitiert hatte, erneut Premierminister. Obwohl er ein Gegner Disraelis war, setzte Gladstone dessen Außenpolitik in Bezug auf das britische Empire fort. Am 19. April 1881 starb Disraeli in Mayfair. Er hinterließ seinem langjährigen Vertrauten und Privatsekretär Montagu Corry als Exekutor seines letzten Willens seine gesamte Korrespondenz und seine privaten Papiere. Bis zum Ersten Weltkrieg wurde an seinem Todestag jährlich der Primrose Day begangen. An diesem Tag schmückte man Disraelis Grab und seine 1883 errichtete Statue im Parliament Square in London mit Primeln. Seine Romane werden bis heute verlegt. Da er keine Kinder hatte, erloschen seine Adelstitel bei seinem Tod.

## Antisemitismus und Rassismus
Aufgrund seiner Herkunft sah sich Disraeli auch öfter mit judenfeindlicher Agitation konfrontiert, so z. B. bei Wahlkampfveranstaltungen und während der Balkankrise, als seine Politik von Oppositionellen und Vertretern der Geistlichkeit unter Anspielung auf seine Wurzeln als „unchristlich“ und unempfänglich gegenüber den Problemen der Christen im osmanisch beherrschten Bulgarien wie auch als „unenglisch“ gebrandmarkt wurde. Vereinzelt wurde er auch als „Judenpremier“ verunglimpft. Dies wird als Beginn des modernen, das heißt nicht mehr religiös, sondern rassisch begründeten Antisemitismus in Großbritannien gedeutet.
Wie in seiner Zeit üblich, gab Disraeli selbst mehrfach rassistische Äußerungen von sich. In Bezug auf seine jüdische Herkunft trat er zunehmend offensiv auf und behauptete (fälschlicherweise), von jüdisch-sephardischen adligen Landbesitzern von der Iberischen Halbinsel abzustammen, und dass die britische Aristokratie auf jüdischen Vorbildern beruhe, so dass er den britischen Aristokraten unter seinen Tory-Parteikollegen mindestens gleichwertig oder gar überlegen sei. In verschiedenen literarischen Werken hoben er bzw. die von ihm geschaffenen Figuren die Überlegenheit der jüdischen „Rasse“ hervor. Henning Ottmann sieht das nicht als Kern seiner inneren Überzeugungen, sondern vielmehr als Ergebnis seines Wunsches, mit der aristokratischen Elite seiner Zeit gleichzuziehen. Für seinen Biographen Robert Blake war diese zeitweise Attitüde Disraelis das Ergebnis von früheren Anfeindungen; mit der Figur Sidonia (der er in seinem Roman Tancred diese Äußerungen in den Mund legte) habe er einfach die gängigen Stereotype umgedreht. Sidonia sei mithin als Disraelis Antwort auf Dickens Romanfigur Fagin zu verstehen.

## Schriften
Briefe
- John A. Wilson Gunn, Melvin G. Wiebe (Hrsg.): Benjamin Disraeli letters. University Press, Toronto 1987ff
- Band 3: 1838–1841. 1987, ISBN 0-8020-5736-5.
- Band 4: 1842–1847. 1989, ISBN 0-8020-5810-8.
- Band 5: 1848–1851. 1993, ISBN 0-8020-2927-2.
- Band 6: 1852–1856. 1997, ISBN 0-8020-4137-X.
- Band 7: 1857–1859. 2004, ISBN 0-8020-8728-0.
- Band 8: 1860–1864. 2009, ISBN 978-0-8020-9949-5.

Romane
- Vivian Grey. Europäischer Hochschulverlag, Bremen 2011, ISBN 978-3-86267-250-9 (englisch; EA London 1826, Volltext (englisch) bei Project Gutenberg)
  - deutsch: Vivian Grey. Humoristischer Roman. Engelmann, Heidelberg 1827 (3 Bände)
- The voyage of Captain Popanilla. Wildeside Press, Doylestown, Pa. 2004, ISBN 0-8095-9446-3 (EA London 1828; Volltext (englisch) bei Project Gutenberg)
- The Young Duke. Colburn & Bentley, London 1831 (3 Bände)
- Contarini Fleming. A psychological romance. Longmans Green, London 1919 (EA London 1832)
  - deutsch: Spiegel des Lebens. Roman. Saturn-Verlag, Wien 1931[10]
- Alroy, or the prince of the captivity. A wondrous tale. Dunne, London 1904 (EA London 1833)
  - deutsch: David Alroy. Paalzow, Halle/Saale 1913.[11][12]
- The Infernal Marriage. Jackson Books, London 1926 (EA London 1834)
- Ixion in Heaven. Books for Libraries, Freeport, N.Y. 1970 (EA London 1834)
- The Revolutionary Epick. Longmans Green, London 1864 (Nachr. d. Ausg. London 1834)
- The Rise of Iskander. Wildeside Press, Doylestown, Pa, ISBN 0-8095-9445-5 (EA London 1834; Volltext (englisch) bei Project Gutenberg)
- Henrietta Temple. A love story. Tauchnitz, Leipzig 1859 (EA London 1837)
  - deutsch: Henriette Temple. Eine Liebesgeschichte etc. Duncker, Berlin 1837 (3 Bände)
- Venetia. Davies Press, London 1927 (EA London 1837, Volltext (englisch) bei Project Gutenberg)
  - deutsch: Der tolle Lord. Roman. Saturn-Verlag, Wien 1930 (thematisiert das Leben George Gordon Byrons)
- The Tragedy of Count Alarcos, 1839; Volltext (englisch) bei Project Gutenberg
- Coningsby, or the New Generation. Colburn, London 1844 (Volltext (englisch) bei Project Gutenberg)
  - deutsch: Coningsby oder die neue Generation. Roman. Manesse-Verlag, Zürich 1992, ISBN 3-7175-8190-2.[13]
- Sybil, or The Two Nations. University Press, Oxford 1981, ISBN 0-19-281551-2 (EA London 1845, Volltext (englisch) bei Project Gutenberg)
  - deutsch: Sybil. Sozialpolitischer Roman. Verlag Bading, Berlin ca. 1882.[14]
- Tancred, or the New Crusade, 1847.
  - deutsch: Tancred oder der neue Kreuzzug. Roman. Manesse-Verlag, Zürich 2004, ISBN 3-7175-2038-5 (EA München 1914).
- Lothair. University Press, London 1975, ISBN 0-19-255356-9 (EA London 1870, Volltext (englisch) bei Project Gutenberg)
  - deutsch: Lothar. Roman. Günther Verlag, 1874 (4 Bände)
- Endymion. Tauchnitz, Leipzig 1880 (Volltext (englisch) bei Project Gutenberg)
  - deutsch: Endymion. Brockhaus, Leipzig 1881 (3 Bände)
- Falconet. Davies, London 1927 (wurde fragmentarisch veröffentlicht, da es unvollendet blieb)

Sachbücher
- An Inquiry into the Plans, Progress, and Policy of the American Mining Companies. Murray, London 1825.
- Lawyers and Legislators. Or, Notes, on the American Mining Companies. Murray, London 1825.
- The present state of Mexico. Murray, London 1825.
- England and France, or a Cure for the Ministerial Gallomania. Murray, London 1832.
- What Is He? Ridgway, London 1833.
- The Letters of Runnymede. London 1836.
- Lord George Bentinck. A political biography. Gregg International, Westmead 1969, ISBN 0-576-02169-5 (EA London 1852)
  - deutsch: Lord Georg[e] Bentinck. Eine politische Biographie. Aus dem Englischen übersetzt von Ernst Susemihl. Ernst Balde, Kassel 1853